# Leucochrysa submacula
Leucochrysa submacula är en insektsart som beskrevs av Banks 1915. Leucochrysa submacula ingår i släktet Leucochrysa och familjen guldögonsländor. Inga underarter finns listade i Catalogue of Life.